# Albert Lewis
Albert Lewis (Polonia, 15 de marzo de 1885-Beverly Hills, Estados Unidos, 15 de abril de 1978) fue un productor de películas y de obras de teatro para Broadway (Nueva York) estadounidense de origen polaco.

## Carrera
Comenzó trabajando de comediante para el vodevil de Manhattan. Alrededor de 1930 se mudó a Hollywood y trabajó para RKO Pictures y Metro-Goldwyn-Mayer hasta después de la Segunda Guerra Mundial.
En 1949 produjo la película musical Oh, You Beautiful Doll dirigida por John M. Stahl y protagonizada por June Haver y Mark Stevens.